# NGC 7740
NGC 7740 (другие обозначения — PGC 72216, ZWG 476.123) — линзообразная галактика (S0) в созвездии Пегас.
Этот объект входит в число перечисленных в оригинальной редакции «Нового общего каталога».